# Villers-Châtel
Villers-Châtel is een gemeente in het Franse departement Pas-de-Calais (regio Hauts-de-France) en telt 117 inwoners (2009). De plaats maakt deel uit van het arrondissement Arras.

## Geografie
De oppervlakte van Villers-Châtel bedraagt 3,2 km², de bevolkingsdichtheid is dus 36,6 inwoners per km².
De onderstaande kaart toont de ligging van Villers-Châtel met de belangrijkste infrastructuur en aangrenzende gemeenten.

## Demografie
Onderstaande figuur toont het verloop van het inwonertal (bron: INSEE-tellingen).